# Cantonul Vitré-Est
Cantonul Vitré-Est este un canton din arondismentul Fougères-Vitré, departamentul Ille-et-Vilaine, regiunea Bretania, Franța.

## Comune
- Balazé
- Bréal-sous-Vitré
- La Chapelle-Erbrée
- Châtillon-en-Vendelais
- Erbrée
- Mondevert
- Montautour
- Princé
- Saint-M'Hervé
- Vitré (parțial, reședință)